# 名古屋市立菊里高等学校
名古屋市立菊里高等学校（なごやしりつ きくざとこうとうがっこう）は、愛知県名古屋市千種区星が丘元町に所在する市立高等学校。

## 概要
名古屋市立第一高等女学校を前身とし、戦後の学制改革・高校統合によって男女共学校となり、現在に至る。星ヶ丘校舎への移転によって、千種区内では唯一の公立の普通科設置校となっている。音楽科は全国的にも知られる。
東山地区の丘陵地（東山丘陵）に立地し、周囲は自然（東山公園）に恵まれている。また、最寄り駅である地下鉄東山線 星ヶ丘駅（徒歩で約5分）周辺は名古屋市東部の中心街のひとつである。
自由な校風で、生徒の自主性を重んじる。
「菊里」という校名は、1962年（昭和37年）までの所在地であった「名古屋市中区菊里町」（現在の中区新栄三丁目）に由来する。
なお、本校はNHK名古屋放送局制作のテレビドラマ「中学生日記」に登場する「梅里高校」（うめざとこうこう）のモデルとされる。

## 沿革
- 1896年（明治29年） - 愛知県名古屋高等女学校として創立[WEB 6]。
- 1899年（明治32年） - 附属幼稚園創立[1][WEB 7]。
- 1912年（明治45年） - 名古屋市立第一高等女学校と改称[WEB 6]。
- 1913年（大正2年）9月 - 名古屋市立第一高等女学校附属幼稚園が独立し、名古屋市立第一幼稚園となる[1][WEB 7]。
- 1948年（昭和23年）4月 - 学制改革により名古屋市立第一高等学校となる。
- 1948年（昭和23年）10月 - 高校統合により名古屋市立第二商業高等学校（旧第二商業学校）と合併、名古屋市立菊里高等学校となる。普通・商業の2科に商業科（夜間）を併設。
- 1949年（昭和24年）4月 - 高校三原則に則り、小学区制、総合制（普通科・商業科・家庭科）の男女共学となる。
- 1949年（昭和24年）5月 - 音楽科新設。
- 1950年（昭和25年） - 定時制課程（夜間）に普通科新設。
- 1951年（昭和26年） - 校歌制定。
- 1952年（昭和27年） - 家庭科の募集停止。
- 1954年（昭和29年） - 全日制課程商業科の募集停止。
- 1956年（昭和31年） - 小学区制が廃止され大学区制となる。
- 1962年（昭和37年）4月 - 定時制課程商業科の募集停止。
- 1962年（昭和37年）9月 - 全日制課程が現在の星ヶ丘校舎に移転。
- 1966年（昭和41年） - 菊友館（体育館兼講堂）竣工[WEB 6]。
- 1971年（昭和46年） - 定時制課程が名古屋市立錦高等学校として独立。
- 1973年（昭和48年） - 学校群制度による第1期生入学[WEB 6]。千種高校と名古屋1群、市立向陽高校と名古屋15群を組む。
- 1989年（平成元年） - 複合選抜入試制度による第1期生入学[WEB 6]。普通科は尾張1群Bグループ、音楽科は専門学科Bグループに属する。県立旭丘高校、市立名東高校に加えて、県立春日井高校、県立小牧南高校、県立丹羽高校とも併願可能になったことから、名古屋市立高校でありながら、特に春日井市と小牧市の出身者が大量に通学してくることとなった[注釈 2]。
- 1995年（平成7年）6月 - 創立100周年記念式典。
- 1995年（平成7年）8月 - 運動場全面改修。
- 1999年（平成11年） - 音楽科創立五十周年記念行事[WEB 6]。
- 2003年（平成15年） - 第2体育館（サブアリーナ・プール）完成[WEB 6]。
- 2007年（平成19年） - 複合選抜の群・グループの一部変更。本校に変更はなかったが、県立春日井高校、県立小牧南高校、県立丹羽高校の群・グループの移動によって、これらの高校との併願は不可となり、以前と比較して春日井市と小牧市の出身者は激減した。新たに県立昭和高校との併願が可能になり、在校生に名古屋市出身者の占める割合も大きく回復した。また、丹羽高校の代わりに県立江南高校が併願校として新たに選ばれるようになった。[注釈 3]。
- 2009年（平成21年） - 耐震補強工事終了[WEB 6]。
- 2023年（令和5年）1月 - 男女ともブレザーを採用した新制服が発表された。女子生徒のスカート横の白線は維持され、新たに男女のブレザーの右襟にも白線があしらわれた[WEB 8]。
- 2023年（令和5年）3月20日 - 「私服併用化に関する生徒と教職員の合意書」が双方代表が署名して交わされ、次年度以降、新制服に加えて、私服併用の学校生活が認められた[WEB 9]。

## 教育目標
市民社会の有為な一員として必要な資質を養う。	
一般的教養を高めるとともに個性の伸長をはかり、自主的学習態度を育て基礎学力の充実に努める。
社会について理解を深め、健全な批判力を養うとともに自他の敬愛と協力によって、文化の創造と国家社会の発展に寄与するよう努力させる。

## 校歌
吉澤義則（京都大学名誉教授）作詞、下総皖一（東京藝術大学教授）作曲による特徴的な旋律を持つ校歌であり、公式ホームページで音楽科合奏団による演奏を鑑賞することができる。

## 校舎・施設・設備
校舎には普通教室棟、特別教室棟、音楽科棟などの棟があるが、普通教室棟と特別教室棟の間は独特のピロティ構造になっており、ピロティ部分にある教室は「ピロティ教室」と呼ばれる。教室の多くは窓は北向きに、南側の廊下はベランダ状になっているところが多い。また、平成18年度（2006年度）に全普通教室にも空調設備が新たに完備された。ほかにも校舎の間にある中庭には、柱の上に様々な色をした球状のものが乗っている、「たいらかな」と呼ばれるモニュメントが50本造られている。

## 学習指導
普通科は、33単位、1時限65分の授業が一日あたり5時限の編成で行われている。

## 学校行事

### 菊里祭
学校祭。毎年9月に6日間開催される。土日をはさむため一週間もの長期にわたる文化祭である。前夜祭・文化祭（校内発表）・文化祭（一般公開）・体育祭・後夜祭。

### 弥生祭
3年生卒業後の毎年3月に行われる。芸術鑑賞会、文化系の部活動の展示発表等。

### 定期演奏会
毎年10月の第一土曜日に音楽科の生徒による演奏会が開かれる。
成績優秀者によるソロやアンサンブルの発表があり、最後は合奏、合唱専攻生徒の演奏で締め括られる。

## 部活動

### 理科部
- AITサイエンス大賞最優秀賞（2004年）
- AITサイエンス大賞優秀賞（2007年）

### 箏曲部
- 愛知県高等学校総合文化祭優秀賞（2001年〜2011年）
- 全国高等学校総合文化祭日本音楽部門優良賞（2009年）
- 全国高等学校総合文化祭日本音楽部門文部科学大臣賞（2010年）
- 愛知県教育文化奨励賞（2011年）

### 放送部
- 全国高等学校総合文化祭全国大会優勝

## 著名な卒業生
- 青木継稔 - 医学者（小児科学）、東邦大学名誉学長
- 芦原伸 - 紀行作家
- 天野鎮雄 - 俳優、ラジオパーソナリティ
- 居内陽平 - 九州朝日放送アナウンサー
- 家田愛子 - 法学者、札幌学院大学元教授
- 石田雄太 - スポーツジャーナリスト
- 伊藤渉 - 衆議院議員、元財務副大臣
- 今井夏木 - TBSテレビプロデューサー
- 岩崎誠 - 名古屋工業大学教授
- 岩崎洵奈 - ピアニスト
- 岩間玄 - 日本テレビプロデューサー
- 氏田雄介 - 企画作家、株式会社考え中代表
- 大熊英司 - 元テレビ朝日アナウンサー、フリーアナウンサー
- 大澤徹訓 - 作曲家
- 大橋勇雄 - 労働経済学、一橋大学名誉教授、元名古屋大学教授
- 大和田獏 - 俳優、司会者
- 片岡祐介 - パーカッショニスト
- 加藤泰子 - 元中京テレビアナウンサー
- 河合優子 - ピアニスト
- 小林仁 - ピアニスト、東京藝術大学名誉教授
- 斎藤嘉隆 - 参議院議員
- 七里圭 - 映画監督
- 高井信 - 作家
- 田島荘三 - 音響監督
- 田代親世 - アナウンサー
- 立花家千橘 (4代目) - 落語家
- 柘植恵水 - NHKアナウンサー
- 都築忠彦 - 日本テレビプロデューサー
- 寺澤敏行 - NHKアナウンサー
- 寺本義也 - 経営組織論、ハリウッド大学院大学副学長、元早稲田大学大学院教授、「経営研究所」名誉顧問
- 戸塚宏 - 教育家、戸塚ヨットスクール代表取締役兼校長
- 冨田健司 - 経営学、同志社大学商学部教授
- 早川尚男 - 物理学、京都大学基礎物理学研究所教授
- 林要 - 実業家。『GROOVE X』創業者、CEO代表取締役
- 早瀬勇 - 金沢星稜大学学長、全国日独協会連合会副会長
- 平山素子 - コンテンポラリー・ダンサー、 振付家
- 細野由華 - タレント
- 堀内功太郎 - 建築家
- 三浦洋一 - ピアニスト
- 室町鐘緒 - UFJホールディングス会長、三和銀行頭取
- 森清之 - アメリカンフットボール日本代表監督、東大アメフト部HC
- 森ミドリ - 音楽家
- 山崎聡子 - 東海ラジオプロデューサー
- 横井久美子 - フォークシンガー、シンガーソングライター
- 横田順子 - 外交官、駐ラオス特命全権大使
- 吉田和史 - 宮古テレビアナウンサー
- 渡辺健二 - ピアニスト、東京藝術大学教授

## アクセス

### 最寄りの鉄道駅
- 名古屋市営地下鉄東山線：星ヶ丘駅下車、徒歩で約5分[WEB 11]。

### 最寄りのバス停
- 名古屋市営バス：「星ヶ丘バスターミナル」下車、徒歩で約5分。
- 名鉄バス・東名ハイウェイバス：「星ヶ丘」バス停下車[注釈 4]、徒歩で約5分。

## 関連書籍
- 大野一英『ファーストガールズスクール - 旧制名古屋市立第一高等女学校「外伝」』中日出版。ISBN 9784885190407。